# Prepiella peruana
Prepiella peruana là một loài bướm đêm thuộc phân họ Arctiinae, họ Erebidae.